# خواجه میر درد

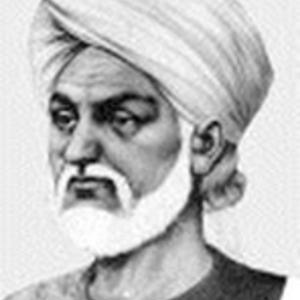
نمایی از پرترهٔ خیالی خواجه میر درد دهلوی

خواجه میر درد (اردو: خواجہ میر درد) (زاده: ۱۷۲۱ - درگذشته: ۱۷۸۵) شاعر و صوفی هندی بود. او به دلیل غزلیاتی که به زبان اردو و سبک دهلی سروده در آن زبان شاخص است.وی همچنین علاوه بر اشعار اردو دیوان شعری به فارسی نیز دارد 